# Феминистичка терапија
Феминистичка терапија је психосоцијална оријентација третмана у којој професионалка обично помаже клијенткињи да у индивидуалном или групном окружењу превазиђе психолошке и социјалне проблеме који су углавном резултат полне дискриминације и стереотипизације улога полова. Феминистички терапеути помажу клијенткињама да увећају своје потенцијале, кроз подизање личне свести и елиминисање полних стереотипа.